# Peacock (strömningstjänst)
Peacock är en amerikansk videostreamingtjänst som ägs av NBCUniversal. Tjänsten lanserades i USA den 15 juli 2020. Namnet är en hänvisning till den påfågel som kanalen NBC har haft som en del av sin logotyp sedan de började sända i färg-TV 1956.
Tjänsten finns inte tillgänglig i Sverige.